# Première classe (distinction dans l'Armée française)
Pour les articles homonymes, voir Première classe (homonymie).
La première classe est une distinction que peut acquérir un « homme du rang » avant de postuler au grade de caporal.
Le soldat de première classe porte un chevron de couleur variable en fonction de son arme d'appartenance, dans l'Armée de terre, la Gendarmerie nationale et l'Armée de l’air.

L'équivalent d'un première classe dans la Marine nationale est le « matelot breveté ».